# 祥雲寺 (犬山市)
祥雲寺（しょううんじ）は、愛知県犬山市犬山南古券5-1にある臨済宗妙心寺派の寺院。山号は金剛山。本尊は聖観世音菩薩。本堂、弘法堂、鐘楼が登録有形文化財。

## 歴史
大永6年（1526年）、丹羽郡羽黒村に祥雲庵が結ばれた。承応2年（1653）、犬山城下の現在地に再建された。

## 文化財

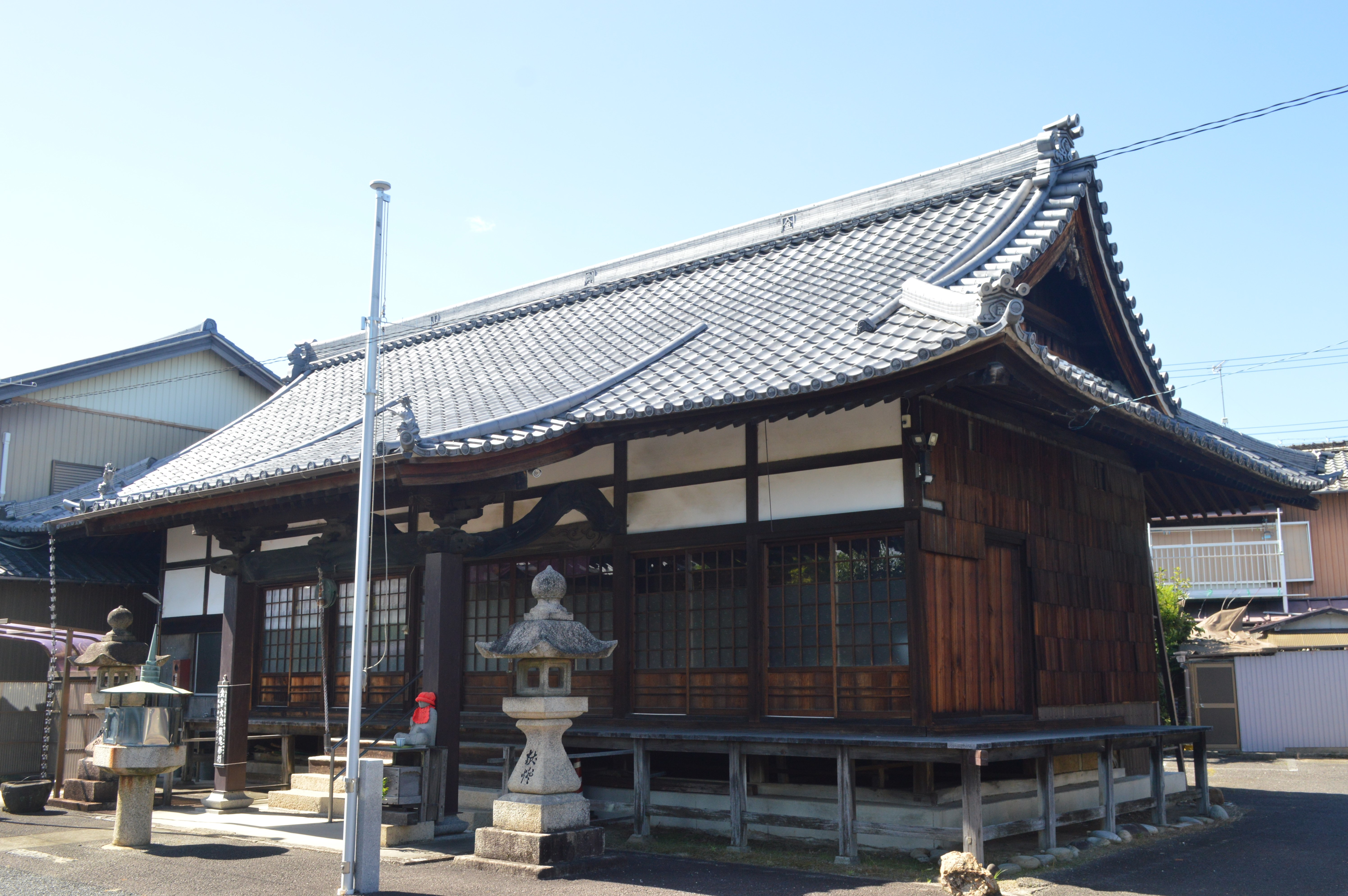
弘法堂

### 登録有形文化財

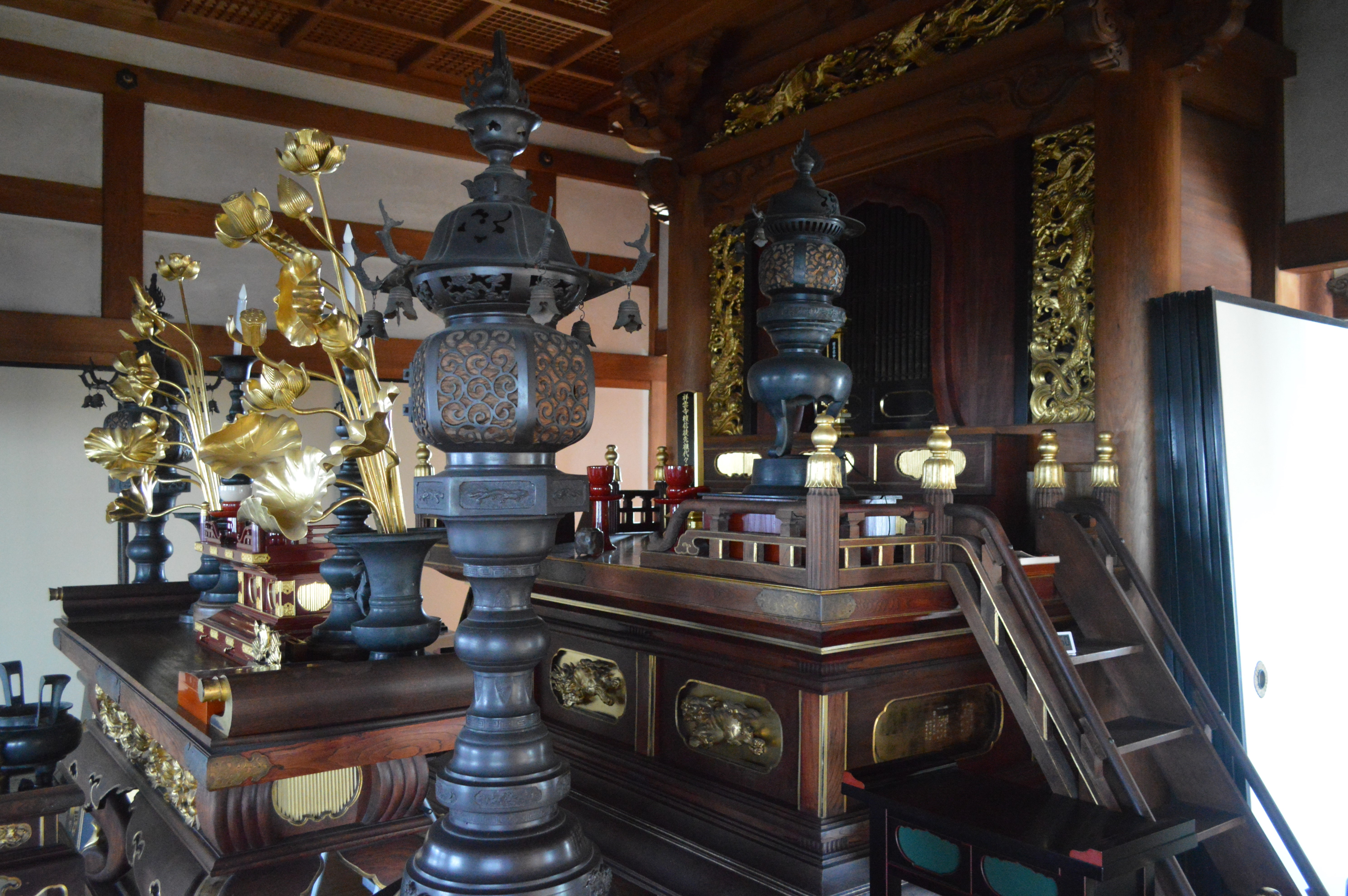
本堂
  - 入母屋造、桟瓦葺[1]。桁行15.1メートル、梁間14.2メートル[1]。建築面積263平方メートル。境内の奥部に東面して建つ[1]。
  - 1934年（昭和9年）竣工[1]。2012年（平成24年）8月13日に登録有形文化財に登録された[1]。
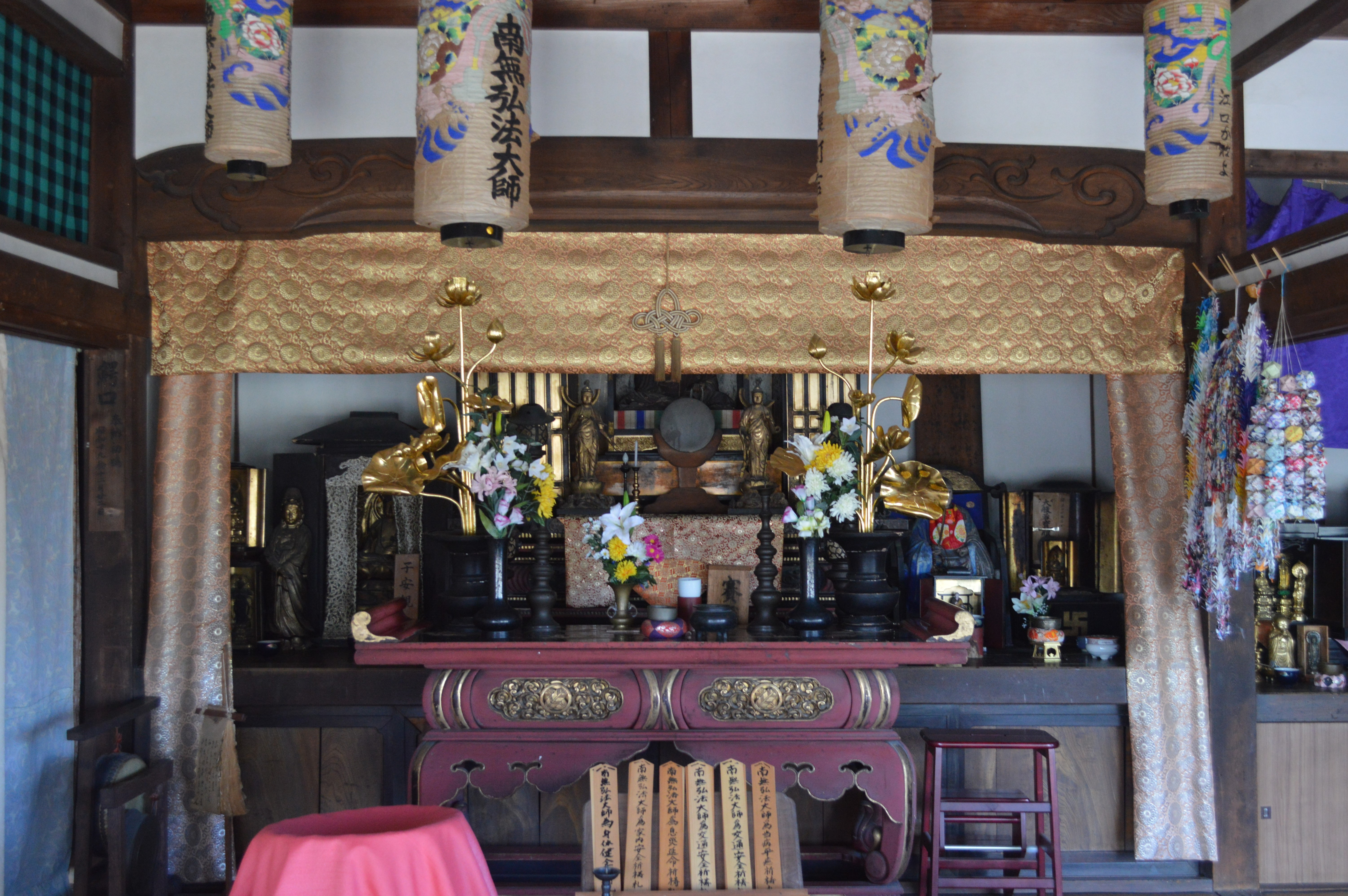
弘法堂
  - 入母屋造、桟瓦葺[2]。桁行14.2メートル、梁間6メートル[2]。建築面積95平方メートル[2]。境内の中央部北寄りに南面して建つ[2]。内部には10畳の3室がある[2]。大師堂ともよばれる[2]。
  - 1909年（明治42年）竣工[2]。2012年（平成24年）8月13日に登録有形文化財に登録された[2]。
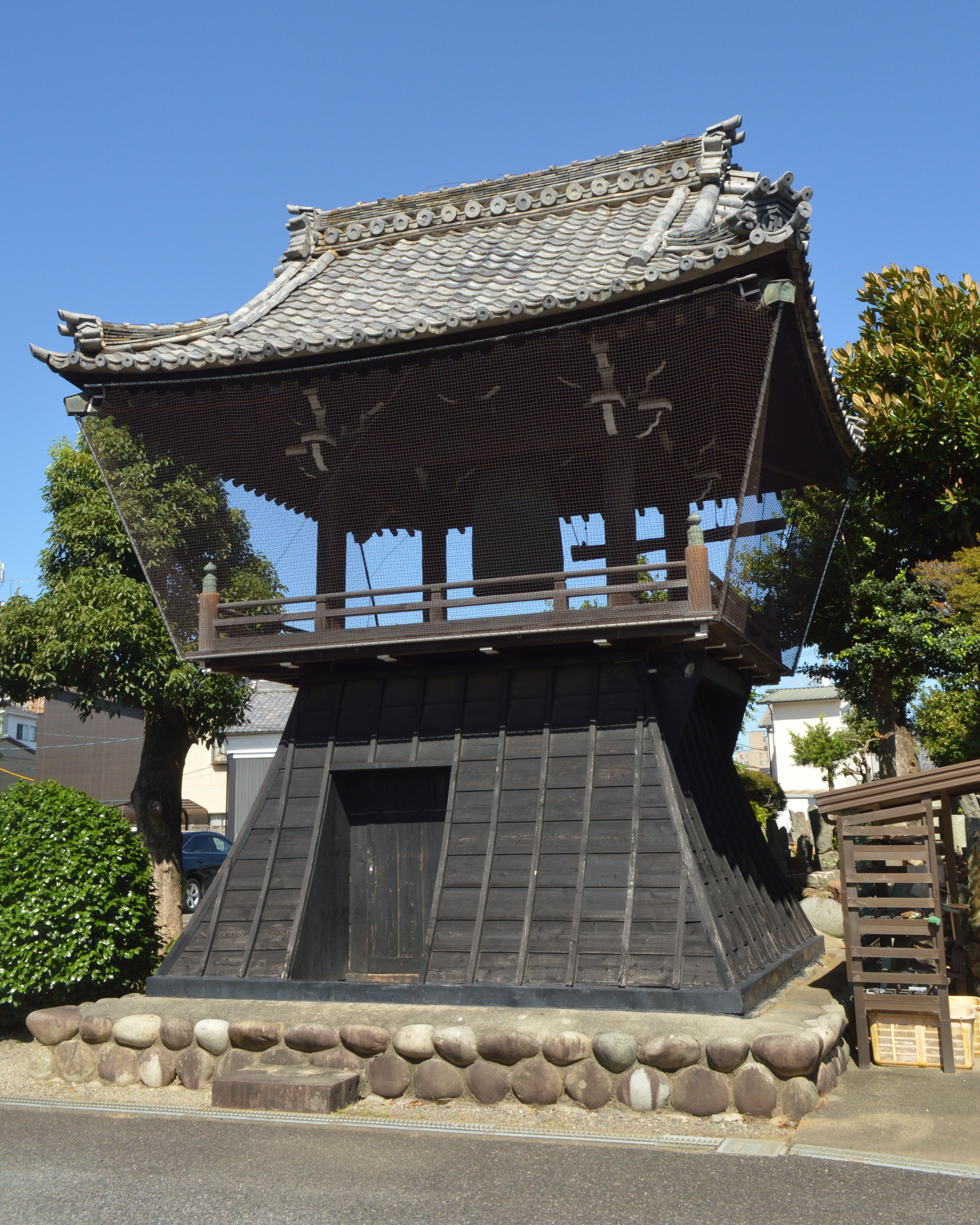
鐘楼
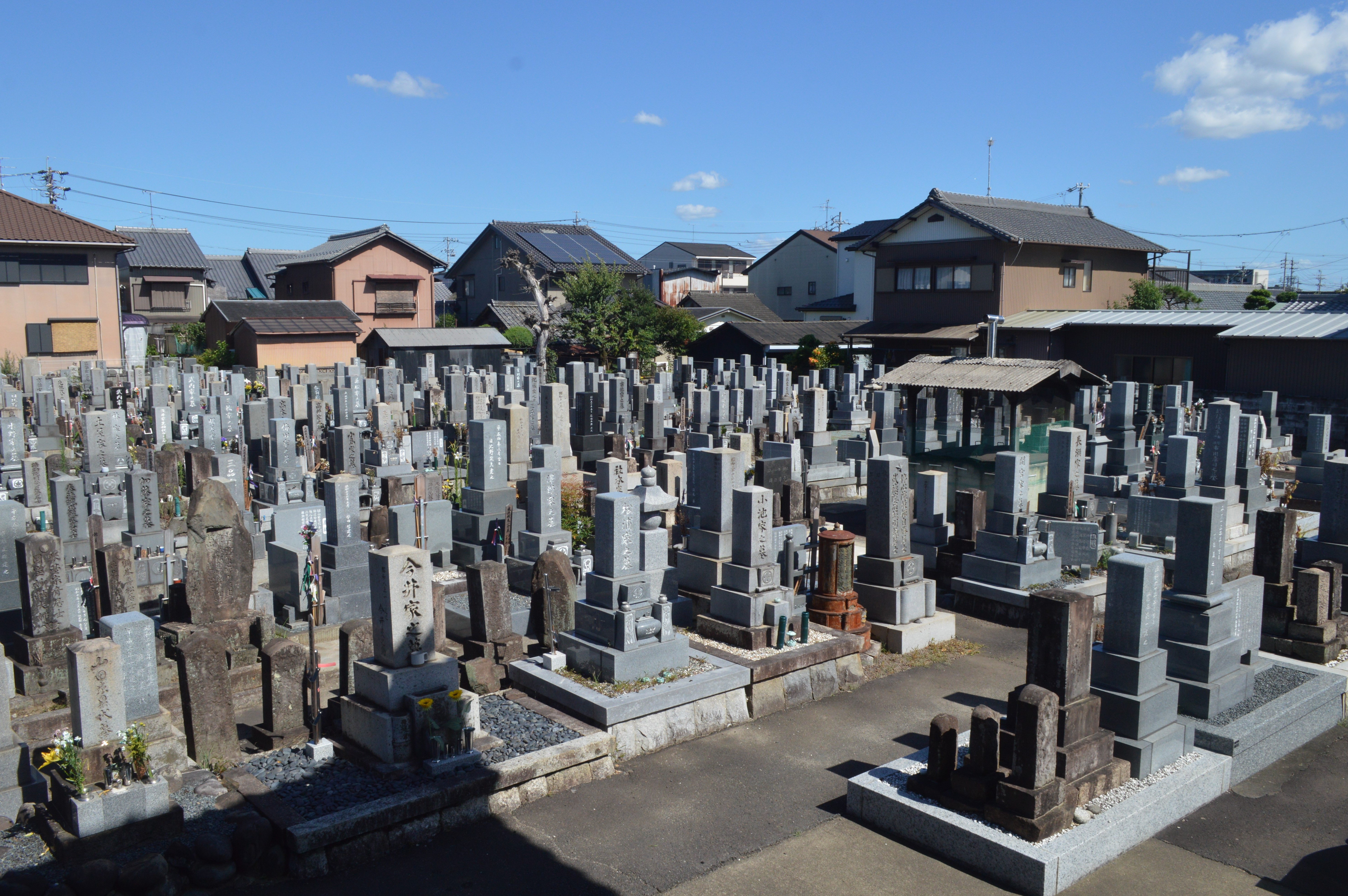
墓地
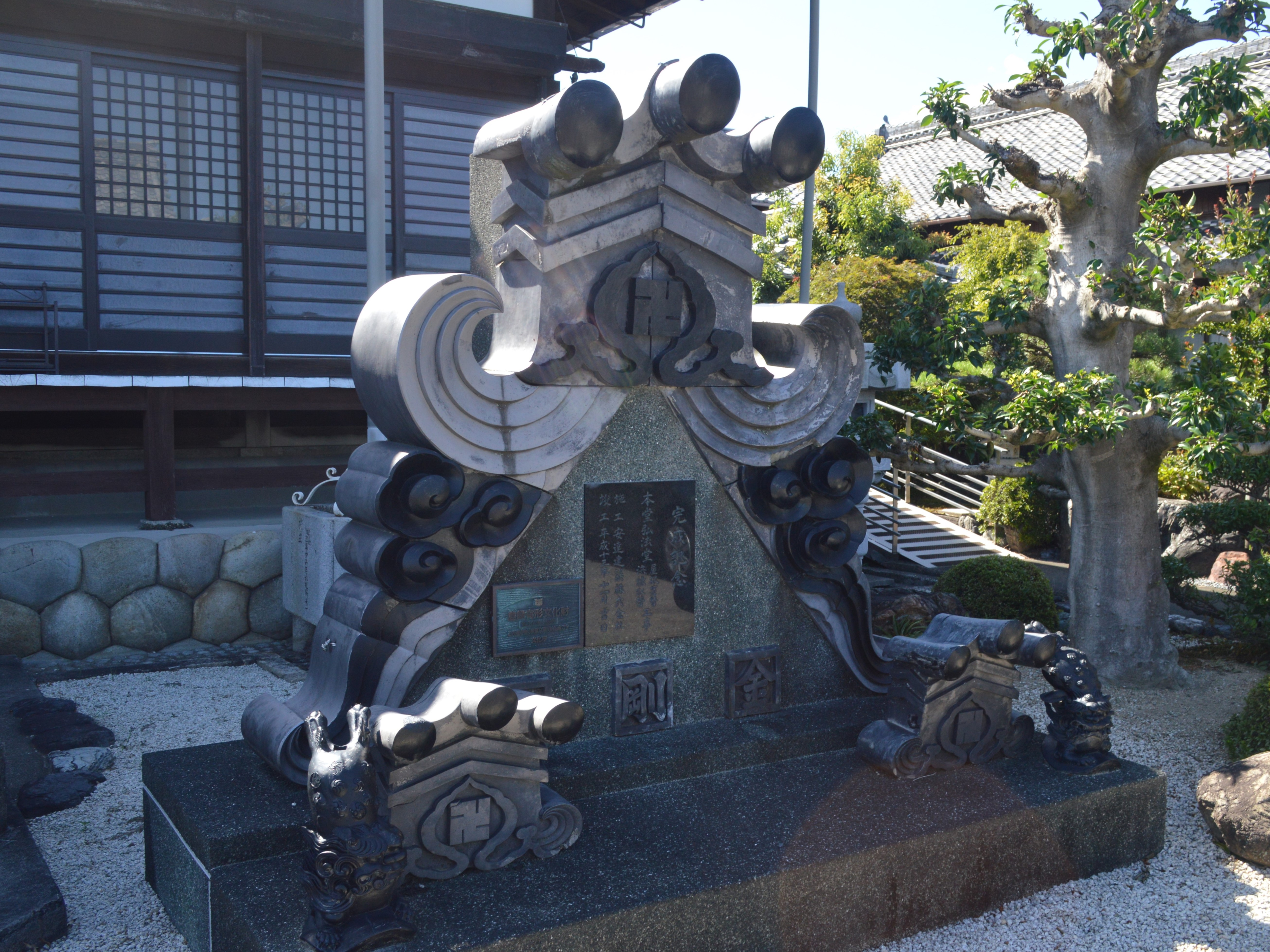
旧本堂の鬼瓦
  - 入母屋造、桟瓦葺、袴腰付[3]。建築面積18平方メートル[3]。弘法堂から参道を挟んだ向かいにある[3]。
  - 明治時代竣工[3]。2012年（平成24年）8月13日に登録有形文化財に登録された[3]。

- 本堂の内陣
- 弘法堂の内部
- 鐘楼
- 墓地
- 旧本堂の鬼瓦